# Qasr al-Azraq
Vous lisez un « article de qualité » labellisé en 2023.
Qasr al-Azraq (en arabe : قَصْرُ ٱلْأَزْرَقِ, « Forteresse bleue ») est une grande forteresse située à environ 100 km à l'est d'Amman, dans l'actuelle Jordanie. Ce château du désert est implanté dans l’oasis d’Azraq, qui bénéficie de sources d’eau pérennes au cœur d’une région aride, et qui contrôle le débouché du Wadi Sirhan, piste d’entrée vers la Syrie des tribus du nord de la péninsule d’Arabie.
Fréquentée depuis l’âge du fer, l’oasis est intégrée dans l’Empire romain en 105, et devient un avant-poste stratégique du système de protection de la frontière de l’est (limes Arabicus). C’est une étape sur la voie stratégique dirigée vers le sud à partir de Bostra, capitale de la province d’Arabie. Les traces d’un premier camp romain visible sur des photographies aériennes ont disparu sous les constructions modernes. Lui a succédé un fort quadrangulaire bâti en pierre volcanique, dont la datation et l’identification antique sont discutées à partir de quelques inscriptions latines fragmentaires. Le Qasr Azraq antique est Amatha selon les études les plus récentes, ou Basienis dans des ouvrages plus anciens. Le fort aurait été construit à l’époque de la Tétrarchie, sous Dioclétien (295-305), ou peut-être plus tôt sous Aurélien (270-275). Il est l’objet de réfections importantes en 333, seule date précisément connue. Déserté à la fin du IVe siècle, le fort est occupé par intermittence durant la période islamique, marquée par des reconstructions en 1237. Située aux marges de l'empire ottoman, l'oasis est une zone d'insécurité. En 1917, Lawrence d'Arabie y établit son quartier général pendant la révolte arabe contre l'empire ottoman. Après la Première Guerre mondiale, l’oasis est intégrée dans le royaume de Transjordanie et repeuplée. Après de brèves reconnaissances superficielles au début du XXe siècle, l'exploration archéologique débute dans les années 1977-1978. La Jordanie postule depuis 2007 pour le classement de l’oasis et des vestiges du fort sur la liste du patrimoine mondial de l’UNESCO.

## Localisation et site
L'oasis d'al Azraq est le point d'eau le plus important du désert qui s'étend à l'est du Jourdain. Située en Jordanie à une centaine de kilomètres d'Amman, elle contrôle l'extrémité nord du wadi Sirhan, longue dépression fermée orientée sud-est nord-ouest qui s'étend sur 300 km de longueur et une dizaine de kilomètres de largeur moyenne. Elle constitue une voie de circulation connue des Nabatéens entre l'antique Dumat Al-Djandal (actuellement Al Jawf en Arabie saoudite) et le sud de la Syrie. Toutefois, en raison de son aridité et de l'espacement de ses puits, le wadi Sirhan n'est pas une route caravanière importante, car la principale voie commerciale passe par Médine ou par la mer Rouge à l'époque nabatéenne, puis, après le Ier siècle, par la route de l'Euphrate jusqu'à Hit et l'oasis de Palmyre. Par contre, la piste du wadi Sirhan présente un intérêt stratégique, comme voie d'entrée possible des tribus incontrôlées du nord du désert d'Arabie, ou comme liaison avec la Babylonie parthe puis sassanide par l'intermédiaire de l'oasis de Dumat.
Le bassin d'al Azraq est une dépression au sud des terrains basaltiques du Djebel el-Druze et à l'ouest du plateau jordanien. Son altitude la plus faible est de 500 mètres. Le bassin capte les écoulements d'une multitude d'oueds intermittents et ceux de sources pérennes d'une eau de bonne qualité, issue de l'aquifère basaltique, qui font d'al Azraq un lieu privilégié.

Qasr Azraq, château du désert
Situation d'Al Azraq en Jordanie.
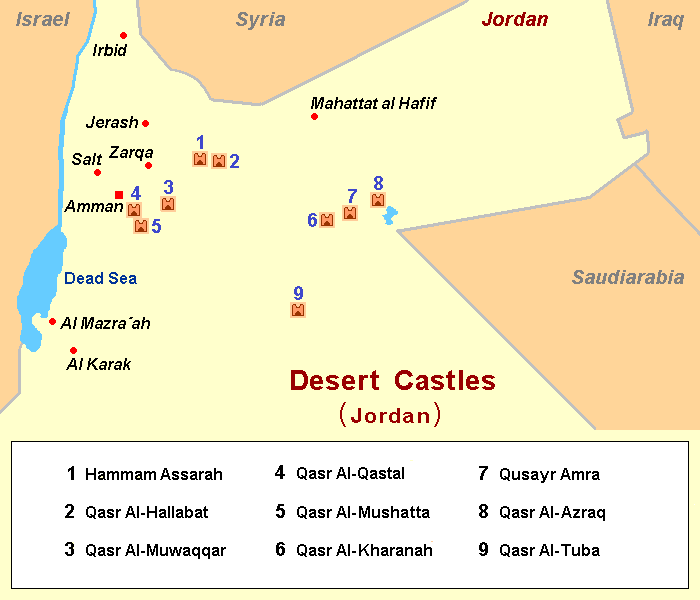
Les châteaux du désert jordanien. 8 = Qasr Azraq.
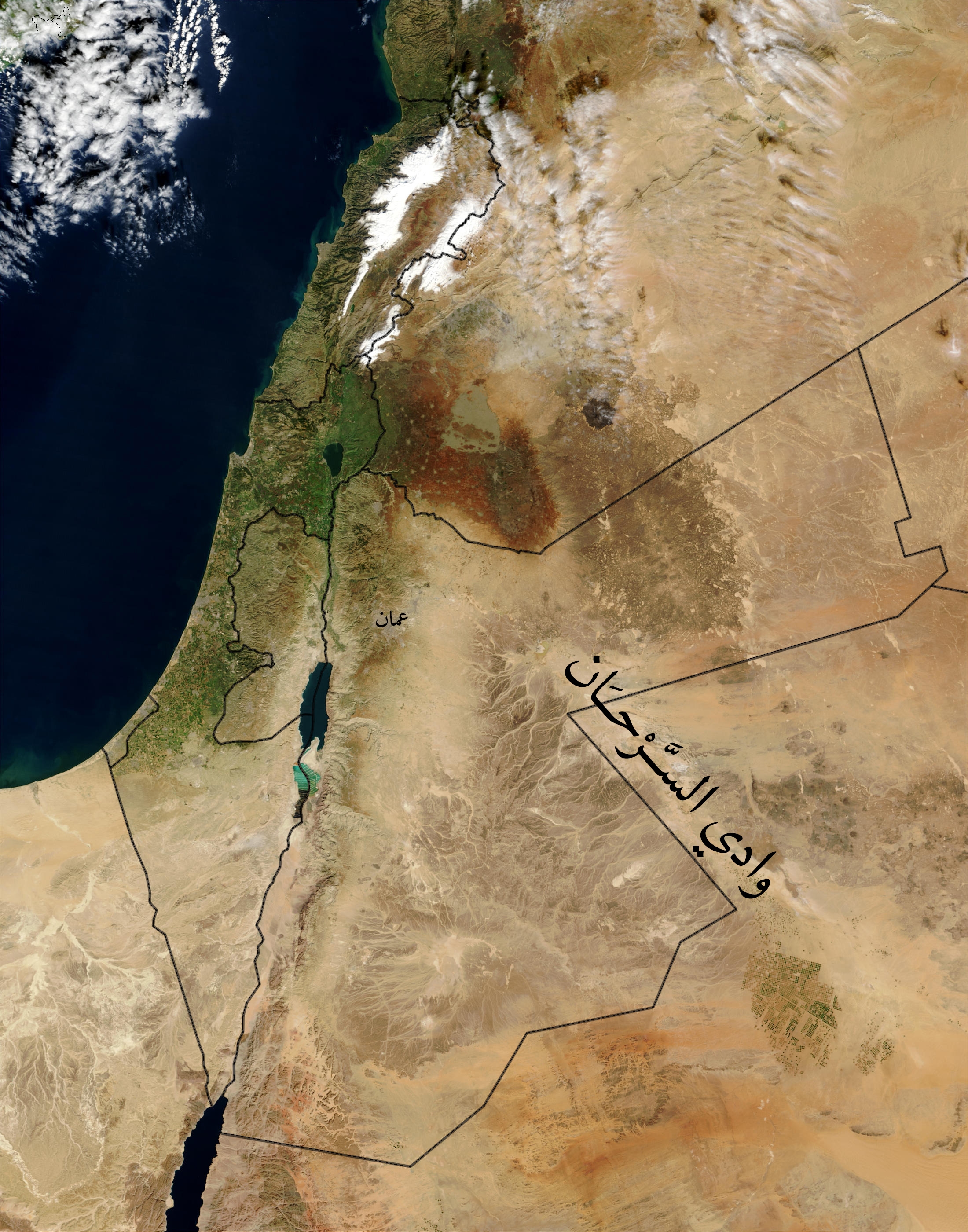
Dépression du Wadi Sirhan, nommée en arabe sur l'image satellite.

## Architecture

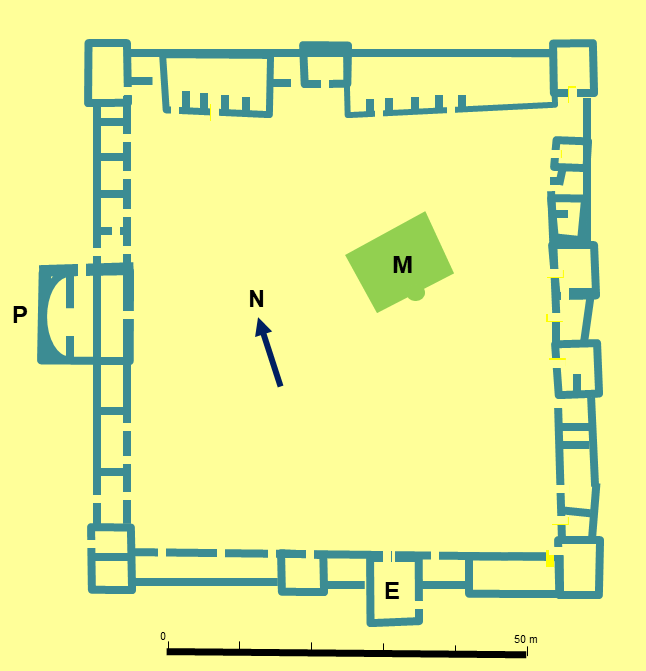
Plan du fort de Qasr Azraq. E : entrée moderne ; P : praetorium ; M : petite mosquée.

L'archéologue écossais David Kennedy publie en 1982 le plan des vestiges actuels du fort, document repris dans les ouvrages ultérieurs. Malgré les nombreuses reconstructions effectuées au fil des siècles, le plan d'origine est perceptible d'après les soubassements. Dans sa typologie des forts romains en Jordanie, Samuel Thomas Parker le classe parmi les forts de taille moyenne avec des tours en saillie aux angles et intermédiaires. Les casernements sont adossés à la muraille, selon l'architecture militaire dite des « forts à casernements périphériques », en usage à partir de la fin du IIIe siècle comme à Qasr Bshir. D'après la reconstitution du plan romain proposée par Shelagh Gregory, les salles aménagées en écuries au nord ont remplacé des casernements similaires à ceux des sections ouest et sud.
Le fort romain est construit en blocs de basalte noir local, en une structure presque carrée de 79 × 72 mètres, avec des murs d'environ deux mètres d'épaisseur entourant une grande cour centrale. À chaque angle, une tour rectangulaire (entre 6 × 8 mètres et 6,5 × 9,5 mètres) fait une légère saillie d'un mètre environ par rapport à la muraille, disposition qui apparaît sur d'autres fortifications à la fin du IIIe siècle. La muraille est renforcée par une tour centrée sur le mur nord et deux tours entourant des entrées sur les côtés sud et est. Certaines tours devaient compter trois étages, desservis par des escaliers, et à l'ouest, une grande structure à deux ou trois étages est identifiée à un praetorium (bâtiment administratif) ou aux principia (siège du commandant). L'entrée principale du fort romain était à l'est, au centre de la muraille, encadrée par deux tours en saillie. La cour intérieure offre un espace de 65 × 60 mètres et conserve des traces de fondations non datées. La couverture des bâtiments est soutenue par des arches qui supportent des corbeaux constitués par des barres de basalte, forme d'architecture romaine qui se retrouve couramment dans la région.

Fort romain
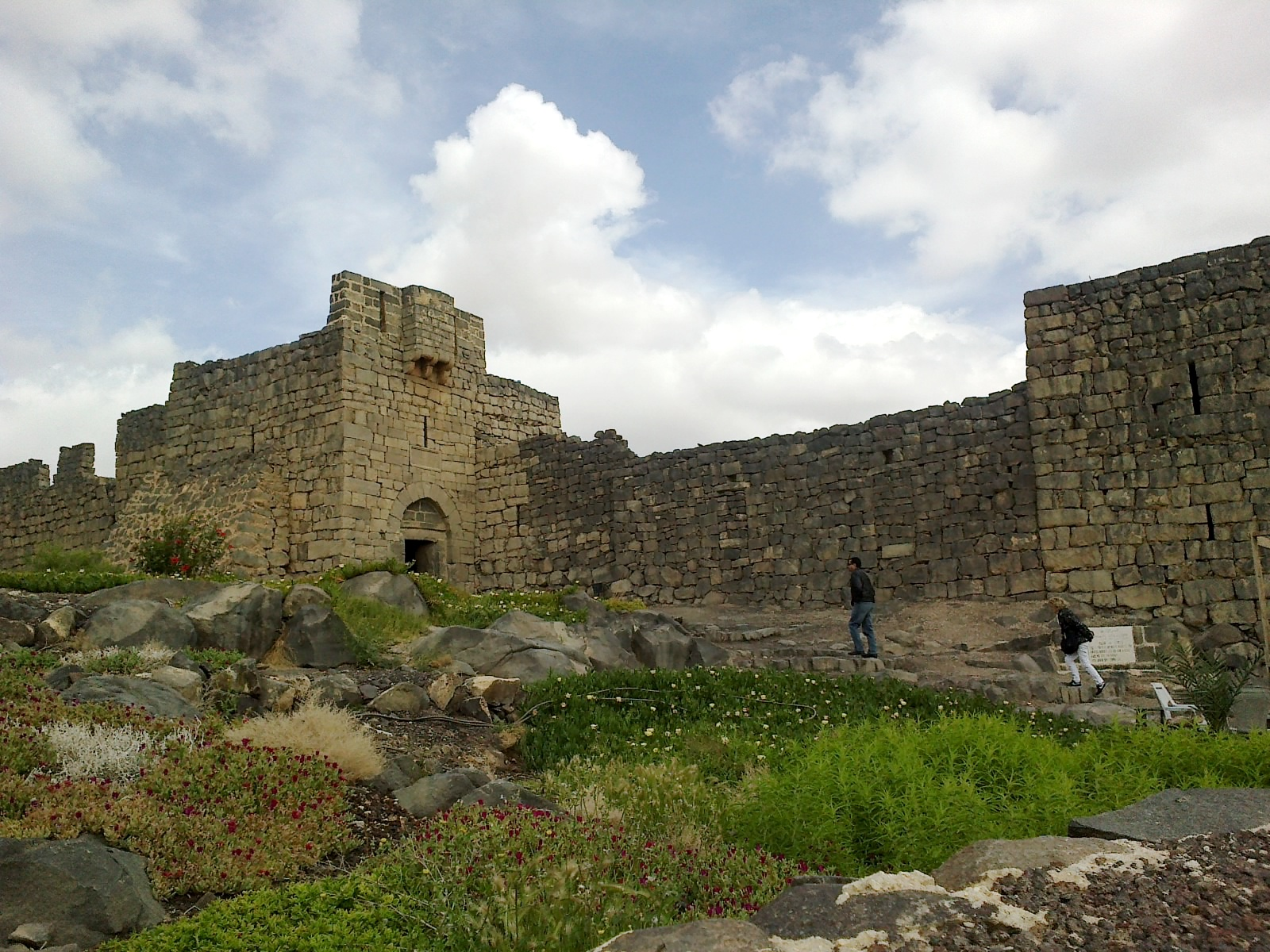
Extérieur, mur sud, tour d'angle et tour de l'entrée.
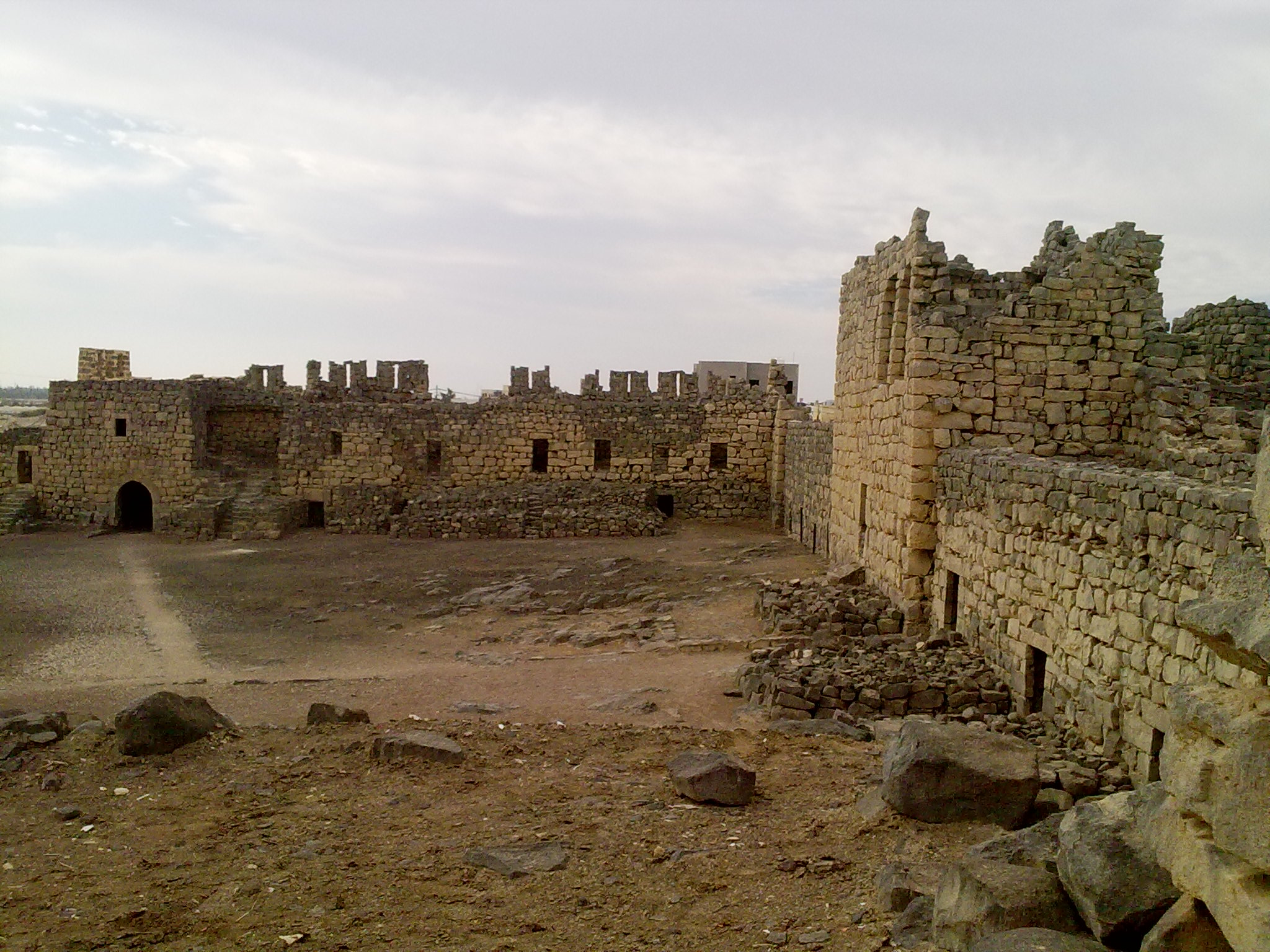
Cour intérieure, section sud au fond, section ouest à droite, avec le bâtiment du praetorium.
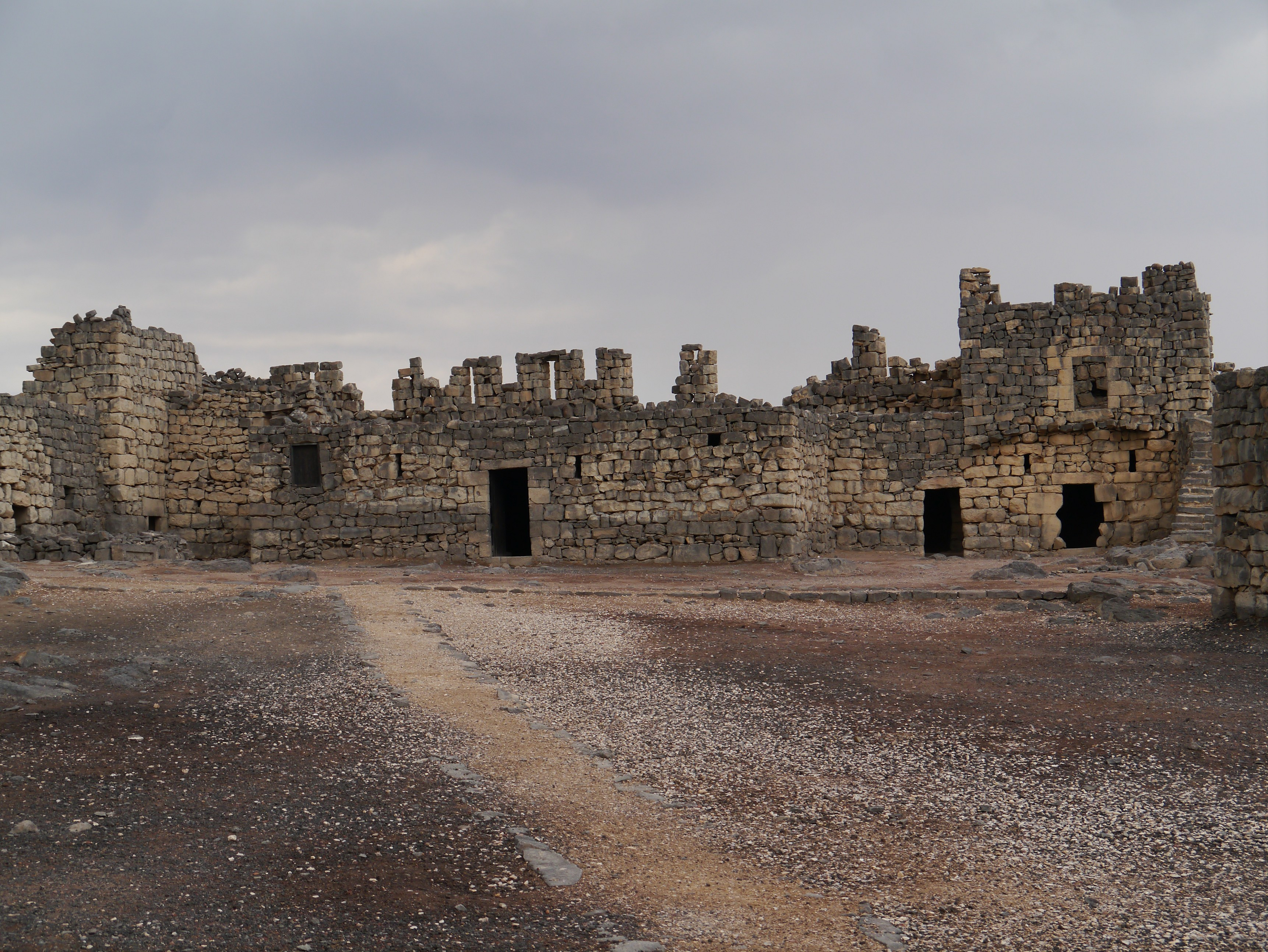
Cour intérieure, section entre la tour d'angle nord-ouest et la tour centrale nord.
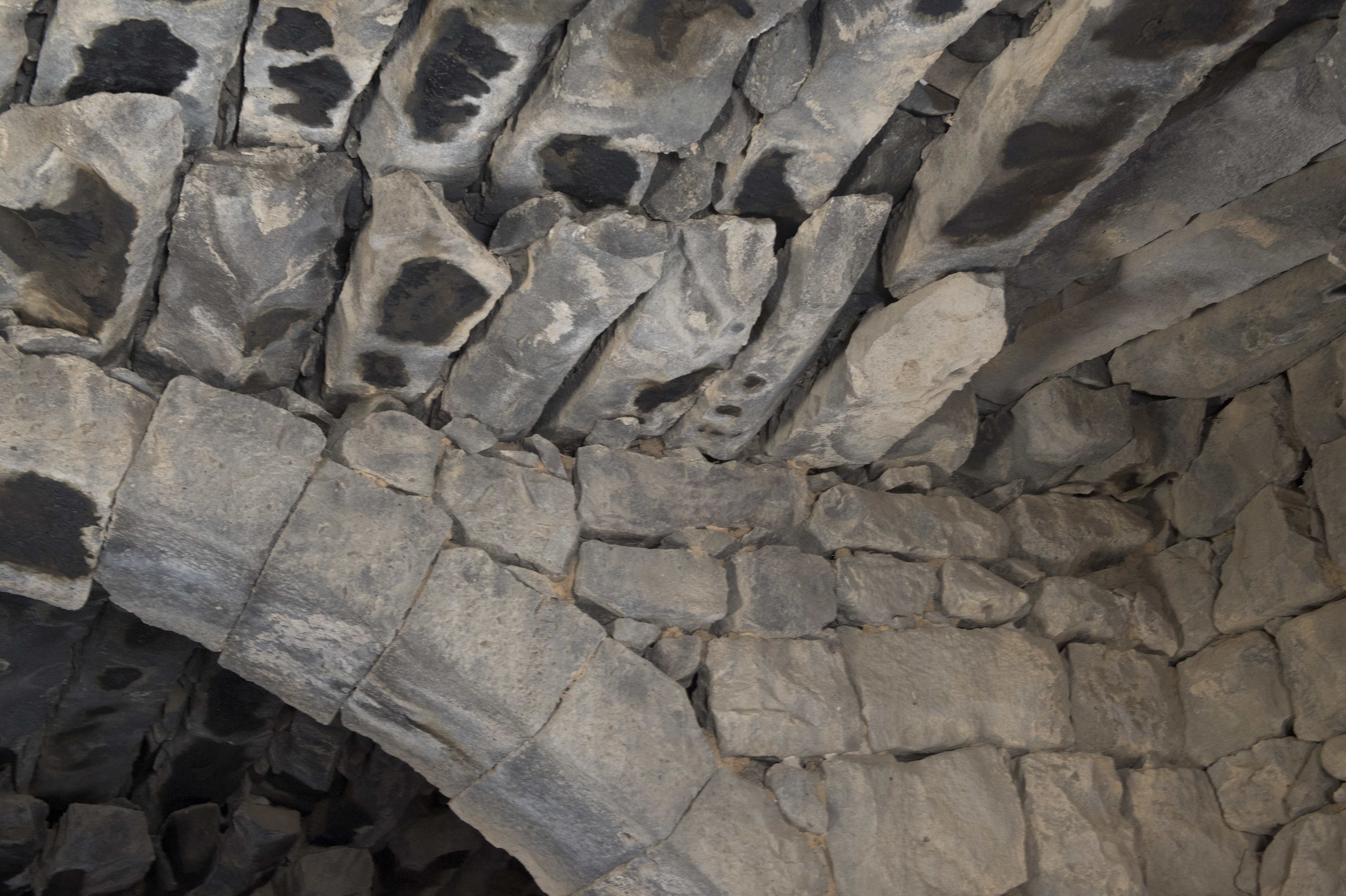
Couverture sur arche et corbeaux de basalte.

Le fort a connu des reconstructions et des aménagements durant la période arabe. Au milieu de la cour se trouve encore une petite mosquée édifiée à une époque indéterminée. Dans une tour à étages ajoutée à l'époque médiévale au centre du mur sud s'ouvre l'entrée moderne du site avec sa porte à deux battants de pierre. Elle est surmontée d'une plaque gravée d'une inscription arabe datant de 1237 et d'une bretèche.

Constructions de la période arabe
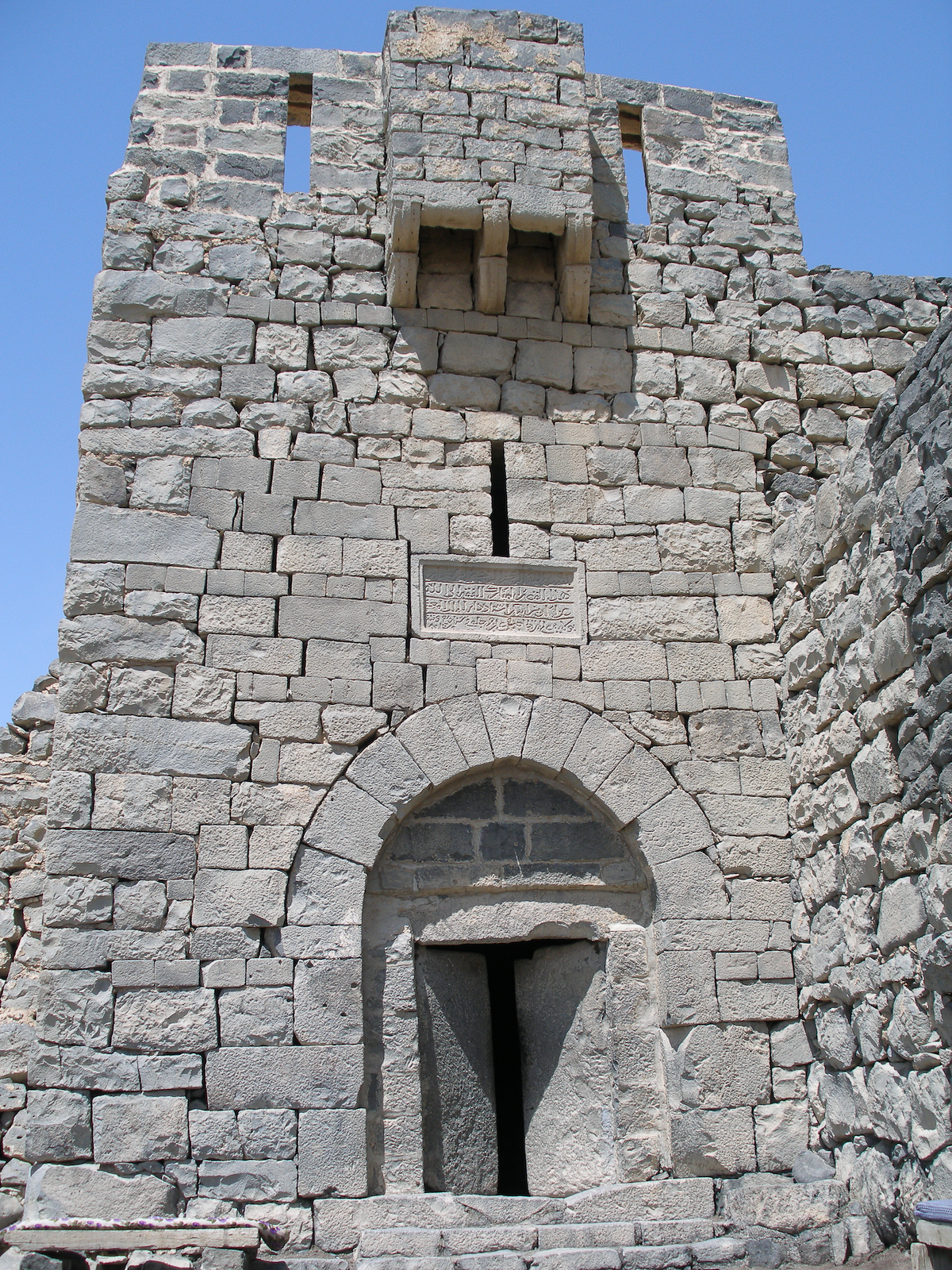
Tour d'entrée, porte et bretèche.
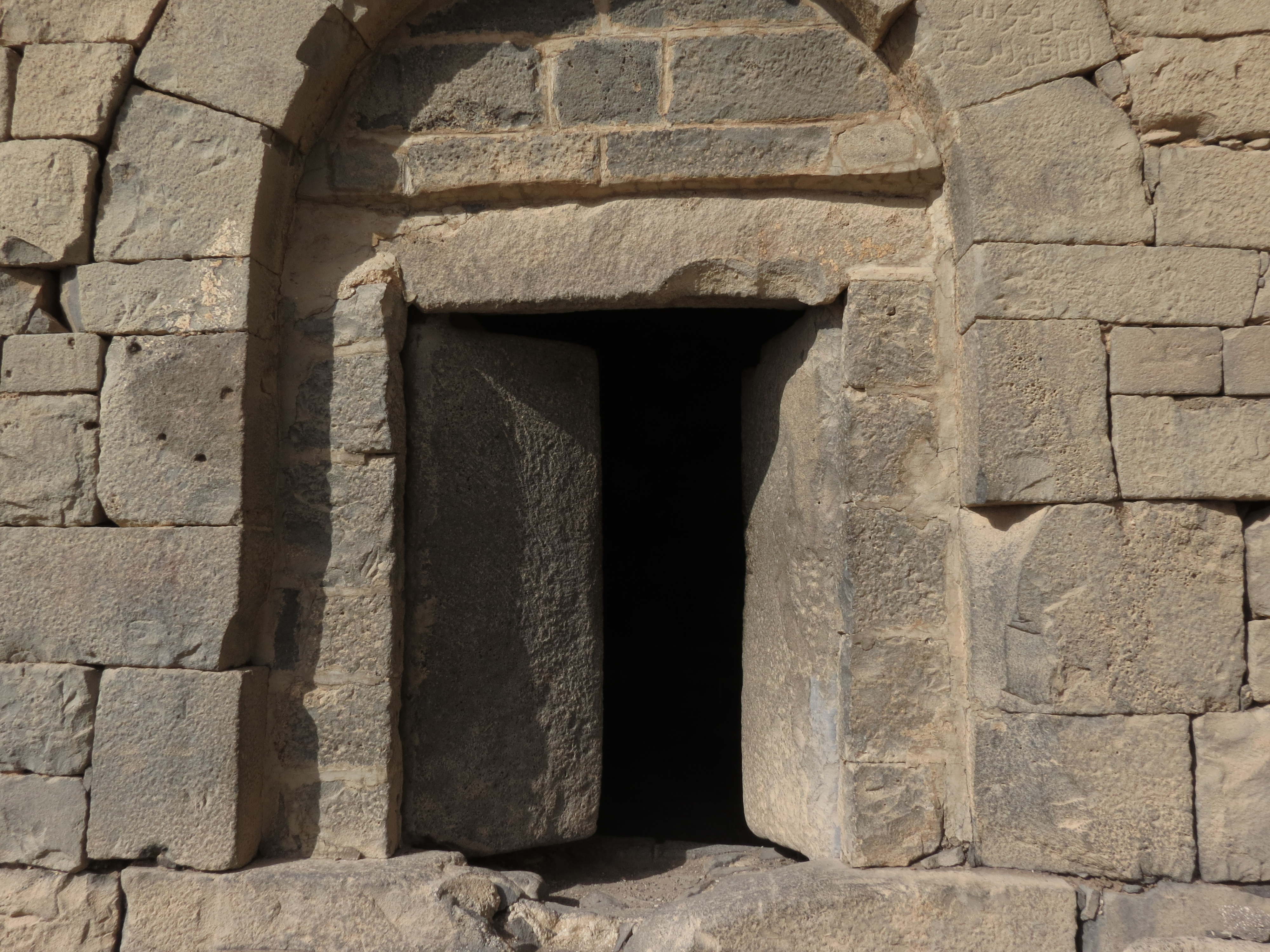
Porte d'entrée, battants en pierre.
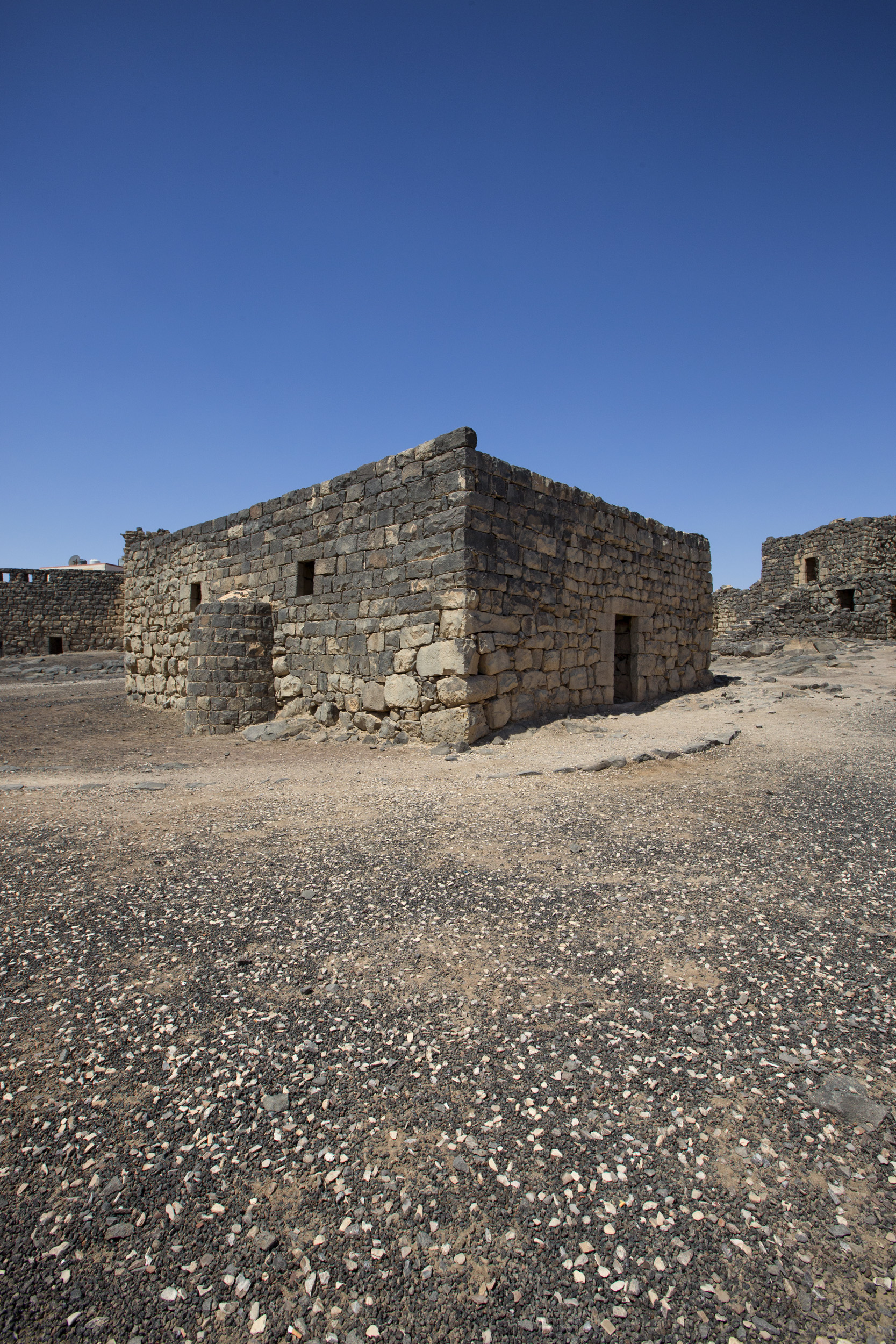
Mosquée à l'intérieur de la cour.
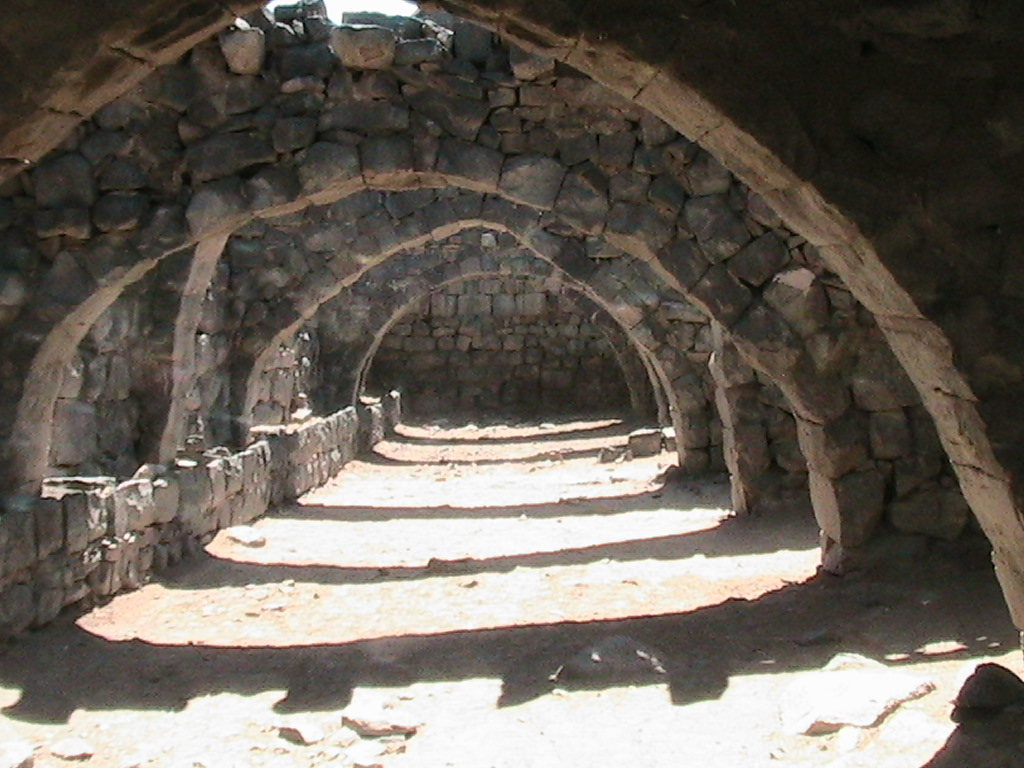
Salles nord, écuries.

## Histoire
L'importance stratégique du château vient de son implantation au milieu de l'oasis d'Azraq, la seule source permanente d'eau douce du désert environnant, dans un bassin de près de 12 000 km2.
Plusieurs civilisations ont occupé le site pour sa valeur stratégique dans cette région désertique éloignée et aride. La région a été fréquentée par les Nabatéens, puis est passée sous contrôle de l'Empire romain lors de l'annexion du royaume nabatéen en 105-106 et de sa transformation en province d'Arabie avec Bostra comme capitale.

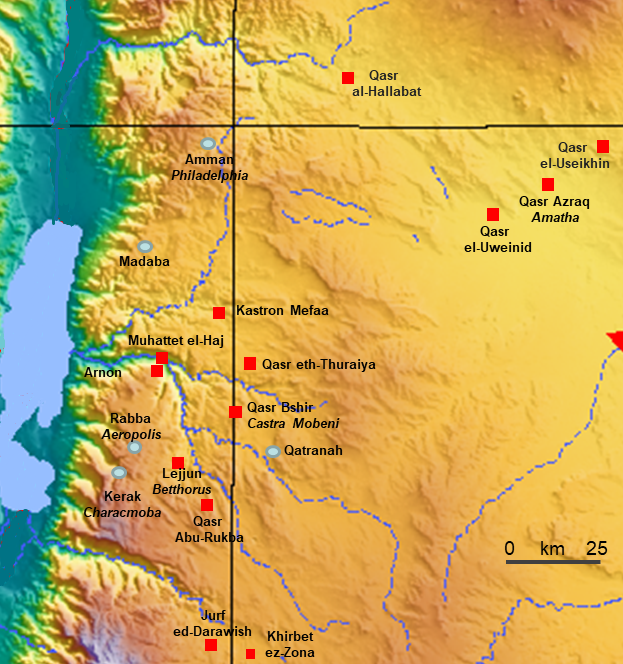
Qasr Azraq et Qasr el-Uweinid dans le limes Arabicus.

Les photographies aériennes du fort d'Azraq montrent la trace partiellement visible d'une enceinte aux angles arrondis qui entoure le fort en pierre. La date de construction de ce premier camp est indéterminée. Une inscription vue lors de la Première Guerre mondiale indiquerait la présence d'une garnison de deux légions d'Antoninus Pius, dénomination qui peut se rattacher aux empereurs Antonin le Pieux, Marc-Aurèle, Commode, Caracalla ou Héliogabale, soit une datation peu précise entre 138 et 222. Une borne milliaire, trouvée dans le fort et donc déplacée, date de 210. Deux inscriptions du fortin de Qasr el-Uweinid, dans le secteur de l'oasis d'Azraq, datent de Septime Sévère,. Le premier camp d'Azraq pourrait dater de la fin du IIe siècle ou le début du IIIe siècle. Il est abandonné ou détruit à une époque indéterminée, puis reconstruit à la fin du IIIe siècle selon un plan carré plus petit.
En 333, le dux d'Orient Flavius Severinus charge le protector Vincentius de reconstruire le fort d'Azraq, qui est en ruines. Les tentatives pour identifier Qasr Azraq dans la Notitia Dignitatum sont infructueuses. Le fort semble avoir été abandonné au milieu du IVe siècle, et seules quelques céramiques indiquent une présence humaine à la fin du IVe siècle. Cette désertion au Ve siècle pourrait s'expliquer par l'attribution de la protection de la frontière orientale de l'empire aux tribus nomades arabes avec le statut de fédérés et à la période de paix relative avec les Perses Sassanides.
La région passe sous le contrôle des Omeyyades au VIIe siècle. Selon l'historien médiéval Tabari, le calife omeyyade Al-Walīd II, fuyant une révolte à Damas, transite en 744 par le fort d'Azraq, avant d'être tué près de Palmyre. En 750, la nouvelle dynastie des Abbassides transfère la capitale de Damas à Bagdad, et l'ancienne province d'Arabie perd peu à peu de son importance et sa population, et à part quelques centres urbains, passe aux mains des tribus bédouines.
Qasr al-Azraq connaît son ultime étape de construction en 1237, avec 'Izz ad-Din Aybak, émir mamelouk au service de la dynastie des Ayyoubides, qui réorganise et fortifie cette position stratégique entre la Syrie et l'Égypte,. Une inscription en arabe placée au-dessus de l'entrée retrace et date ces interventions.
| Inscription arabe au-dessus de la porte                         | Traduction du texte |
| --------------------------------------------------------------- | --- |
| inscription de quatre lignes sur une pierre grise rectangulaire | Au nom d'Allah clément et miséricordieux. A ordonné la construction de cette forterresse bénie, celui qui à besoin d'Allah, 'Izz ad-Din Aibak, l'ostadar d'al-Malik Mou'aththam par les soins de ’Ali ibn al-Hadjib et de 'Ali ibn Qaradja en l'année 634 |

La forteresse dans sa forme actuelle remonte à cette période, mais on ignore la date précise d'édification de la mosquée qui occupe la cour du fort. L'oasis d'Azraq est une étape sur la route de pèlerinage de Damas à la Mecque, mais on ignore si le fort fut occupé durant les périodes omeyyade, abbasside et ottomane. Au XIXe siècle, le château, désigné comme Azraq Duruz, est une vague possession des Druzes de Syrie du sud, et est sporadiquement occupé par quelques Arabes sous leur dépendance.

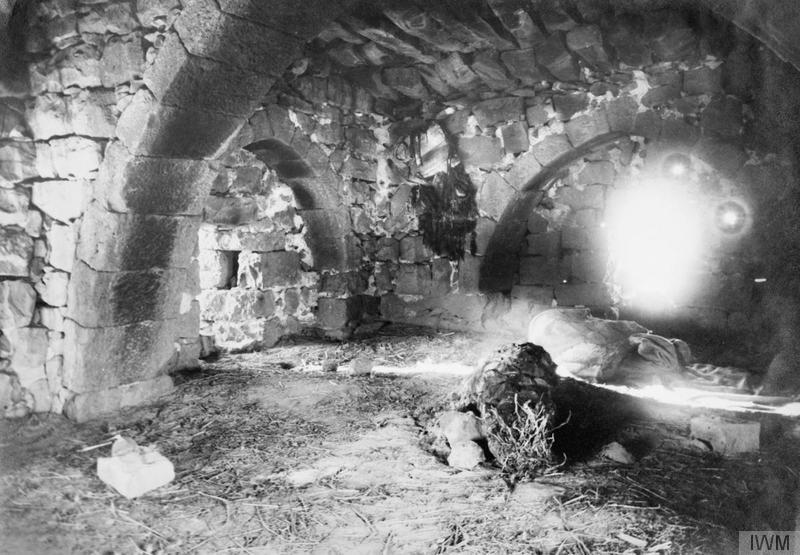
Chambre de Lawrence, 1917.

T. E. Lawrence (Lawrence d'Arabie) y établit son quartier général, à l'hiver 1917-1918, pendant la révolte arabe contre l'Empire ottoman. Il installe son bureau dans la chambre au-dessus de la tour de la porte sud et procède à divers aménagements, murant des entrées, installant des emplacements de mitrailleuses au sommet des tours, ouvrant une grande arche dans le rempart et une rampe pour faire rentrer les chameaux dans la cour du fort.
Après la Première Guerre mondiale, l'Empire ottoman est démantelé. Le 16 septembre 1922, le Conseil de la Société des Nations agrée la proposition du Royaume-Uni de créer un Émirat de Transjordanie sous mandat britannique, qui inclut l'oasis d'al Azraq. En 1925, des réfugiés druzes venus de Syrie, chassés par la répression de la grande révolte syrienne, repeuplent l'oasis d'al Azraq, tandis que la Royal Air Force y installe une base aérienne. Plusieurs familles druzes s'installent dans le fort, aménageant des pièces et perçant des fenêtres.
Quelques repères chronologiques dans l'histoire du Qasr Azraq.
■ Périodes de l'histoire du Proche-Orient
■ Construction/rénovation du fort d'Azraq ■ Histoire événementielle du fort d'Azraq.

## Recherches archéologiques et épigraphiques

### Premiers aperçus

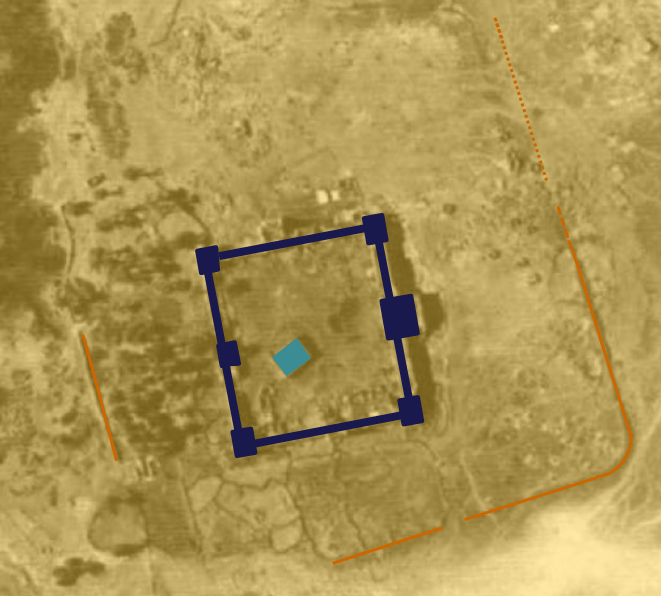
Qasr Azraq : vue aérienne de 1922, tracé du camp initial en orange, fort romain au centre.

En 1901, René Dussaud et Frédéric Macler explorent la région et relèvent l'inscription arabe au-dessus de l'entrée du château, qu'ils datent de 634 de l'Hégire soit 1236-1237. Toutefois, les explorations sont limitées, car la menace des tribus nomades incontrôlées rend la région dangereuse.
En 1911, les français Antonin Jaussen et Raphaël Savignac explorent la région pour étudier les châteaux arabes et y relever des inscriptions. Ils atteignent Azraq « infesté de moustiques et rendez-vous des écumeurs du désert » et le nord du Wadi Sirhan, surnommé la route des razzias.
Grâce à la présence britannique, un département d'archéologie de Transjordanie est constitué en 1923, basé à Jerash puis à Amman. L'archéologue O. G. S. Crawford, pionnier de l'archéologie aérienne et intégré dans les services de cartographie de l’Ordnance Survey, récupère en 1929 plusieurs photographies aériennes du château d'Azraq prises en 1922 par un avion de la Royal Air Force. Ces vues montrent le site vierge à l'époque de toute construction moderne. Elles permettent de distinguer la trace partielle de l'enceinte d'un premier fort, entourant le château de pierre, mais aucune trace des structures internes. Cette enceinte aux angles arrondis est similaire à celles des vestiges des camps romains du siège de Massada en 73. Ses dimensions observées sont d'environ 100 × 125 mètres, mais l'emprise complète de ce camp est estimée au double, à 190 × 130 mètres. Les constructions et la voirie autour du fort ont depuis les années 1970 recouvert ces vestiges.
De 1938 à 1939, l'archéologue britannique Aurel Stein utilise à son tour les possibilités de l'archéologie aérienne pour repérer les traces du limes romain en Transjordanie, recherches qu'il complète avec des reconnaissances au sol. Il trouve plusieurs inscriptions à al-Azraq, mais ses observations ne sont publiées partiellement qu'en 1982 par David Kennedy.
En 1953, le département des Antiquités de Jordanie déclare le château d'Azraq « site de l'héritage culturel ». Toutefois, l'étude du limes romain visible en Jordanie reste longtemps le parent pauvre des recherches archéologiques. En effet, l'archéologue Samuel Thomas Parker constate que de 1948 à 1977, aucune communication écrite n'a été faite sur ce sujet lors des congrès d'étude de la frontière romaine. En 1975, le département des Antiquités de Jordanie fait regrouper les pierres éparses des ruines du Qasr Azraq en empilements carrés sur le périmètre de la cour intérieure, dégageant la vision du site.
En l'absence de fouilles approfondies, Samuel Thomas Parker recueille environ 150 tessons de poterie lors d'inspections de surface en 1976. Leur étude montre une présence humaine allant de l'âge du fer à la période ottomane, plus marquée au IIIe siècle et au début du IVe siècle, et un hiatus entre la fin du IVe siècle et le début du VIIe siècle, époque de la conquête arabe.
Du 15 juillet au 18 août 1978, David Kennedy mène des recherches sur les installations militaires romaines dans le nord-est de la Jordanie, au cours desquelles il travaille pendant deux semaines sur le fort d’Azraq — qu'il qualifie de « site très difficile » —, dresse son plan et examine les inscriptions de trois bornes milliaires stockées dans le fort et deux autres inscriptions déjà connues. Une étude archéologique globale est dirigée par David Kennedy en 1982, tandis qu'à partir de 1977, des fouilles sur le site sont conduites par Ahmad Lash du département d'archéologie jordanien.

### L'autel des tétrarques
Plusieurs inscriptions latines ont été trouvées dans le fort : un fragment d'autel dédié aux tétrarques datant des années 300, trois inscriptions commémorant la restauration du fort à l'époque constantinienne et des bornes milliaires déplacées et regroupées dans un coin du fort.
La dédicace de l'autel est en latin, complétée par des lignes en grec :
| Texte latin et grec | Traduction du texte latin                                                                                          | Autel des tétrarques           |
| --- | --- | ------------------------------ |
| I(ovi) Invic[to Soli] pro salute [e]t vict(oria) Impp(eratorum) et / C(a)ess(arum) Ioviorum et Herculiorum Ἀντολίην σέ (ὦ) Φοῖβε λιτάζομε ἱερῷ ἐπὶ βωμῷ τὸν ΕΥΚΝΟΝΑΙΖΩ ὃς ἱκέτης Ἡράκλιος ἐγὼ ὦ προτήκτωρ [3] δὲ Καισάρων ἴφθιμʹ ἐγένετο [3] κύδιμε | À Jupiter Soleil invaincu pour le salut et la victoire des deux empereurs et des deux césars Joviens et Herculiens | bloc de pierre gris-bleu gravé |

Une interprétation ancienne de Joviorum en ligne 4 a fait attribuer à tort l'inscription à l'empereur Jovien (363-364). Les pluriels appliqués aux empereurs et aux césars et leur qualification « Ioviorum et Herculiorum », ajoutée dans une graphie différente, désignent soit les premiers tétrarques lors de la période 293-305, soit leurs successeurs en 305-311. Le texte grec, également ajouté postérieurement à la première dédicace, est d'une lecture difficile. Il commence par une adresse « au Soleil Invaincu Phébus ». La ligne 3 nomme un « Héraclius, protector », officier de l'armée d'Orient qui serait le dédicant. La ligne 4 cite « Césars », au pluriel, peut-être les fils de Constantin Ier.

### L'inscription de lapraetensio
L'inscription dite de la praetensio a été découverte en 1949, égarée puis retrouvée en 1983. Depuis, elle est exposée dans l'entrée du château d'Azraq. Quoique fragmentaire et ne comportant que la fin d'un texte, elle est riche d'informations qui peuvent dater et situer al Azraq dans le limes romain, car elle liste les unités de l'armée romaine présentes et décrit un itinéraire de plusieurs stations romaines. D'une lecture difficile, sa transcription épigraphique a connu plusieurs versions et corrections successives,.
| Texte latin | Traduction | Stèle                                       |
| --- | --- | ------------------------------------------- |
| per mil(ites) fortiss(imos) suos legg(ionum) XI Kl(audiae) et VII Kl(audiae) et I Ital(icae) et IIII Fl(aviae) et I Ill(yricorum) praetensione col(l)icata mil(itibus) suis ex leg(ione) III Kur(enaica)(!) a Bostra Dasianis m(ilia) p(assuum) XVI et a Basienis Amata XXXII et ab Amata Dumata m(ilia) p(assuum) CCVIII | grâce à ses très braves soldats des légions XI Claudia et VII Claudia et I Italica et IIII Flavia et I des Illyriens en relation avec ses soldats de la III Cyrénaïque. Depuis Bostra, Dasianis 16 mille pas et depuis Basienis, Amata 32 et depuis Amata, Dumata 208 mille pas | plaque en pierre marron couverte de lettres |

La première ligne est tronquée par la brisure, qui fait disparaître le haut des lettres. L'adjectif possessif suos (milites suos / militibus suis) renvoie à l'intitulé de l'autorité impériale au début du texte, la suite mentionnait probablement les travaux. Il ne subsiste du texte que les auteurs et la finalité des travaux praetensione colicata.
Le terme praetensio, dont c'est la seule occurrence trouvée parmi les textes latins connus, pose un problème de compréhension. Thomas Bauzou le considère comme une forme tardive de praetentura et le comprend comme « route militaire reliant des garnisons isolées ». Maurice Lenoir le rapproche de protensio, littéralement « action d'étendre la main », qu'on trouve sur une inscription d'Aquilée pour désigner une opération militaire de protection. Praetensione colicata pourrait donc signifier « pour établir une liaison avec la garnison de la III Cyrenaïque ». Pour Julien Aliquot, le sens du terme serait «action de prendre position», «embuscade».
Les quatre premières légions citées, XI Claudia, VII Claudia, I Italica et IIII Flavia, sont connues et font partie de l'armée de Mésie sur le bas Danube. Selon Emil Ritterling, la legio I Illyricorum a été créée par l'empereur Aurélien en 272 ou en 273 après sa victoire sur Palmyre. Le papyrus Oxy. 43r la mentionne associée aux quatre unités mésiennes pour des opérations militaires en Égypte en 295, ce qui daterait les travaux d'al Azraq sous l'époque tétrarchique. Cette proposition fait relativement consensus, mais Michel Christol estime plus logique la participation de la I Illyricorum à la campagne d'Aurélien contre Palmyre en 272, et son établissement sur Azraq pour la reprise de contrôle de la frontière de l'Arabie. Inversement, Julien Aliquot se demande si les travaux indiqués ne feraient pas partie du programme de réfections des avant-postes d'Orient, opérés sous Constantin en 333.
Le fin du texte décrit un itinéraire en quatre étapes, passant par Bostra, Dasianis, répétée en Basienis, Amata et Dumata, avec des distances exprimées en milliers de pas romain, un mille romain équivalant à environ 1,5 km. Le point de départ, Bostra, est la capitale de la province d'Arabie et la base de la III Cyrénaïque, la terminaison Dumata est l'oasis d'el Jowf ou Al Jawf (actuellement en Arabie Saoudite), à l'extrémité du wadi Sirhan. Les spécialistes font le rapprochement entre Dasianis/Basienis et le petit poste de Dia Fenis, mentionné dans la Notitia Dignitatum. Enfin une inscription découverte à 40 km d'Azraq cite un lieu nommé Basie. Selon les épigraphistes, ces quatre variantes désignent un même lieu. Placé entre Bostra et Dumata, Azraq doit être une des deux stations intermédiaires. Selon les distances indiquées, Thomas Bauzou situe Basienis à Umm el-Quttayn et identifie Amata et Azraq, quoique la distance de 208 milles romains (308 km) indiquée entre Amata et Dumata ne corresponde pas avec les 365 km à vol d'oiseau entre al Azraq et el Jowf, à moins de modifier la lecture du chiffre CCVIII en CCLIIII (soit 376 km). De leur côté, Michael P. Speidel et Charles Zuckerman assimilent Dasianis/Basienis à al Azarq. Michel Christol en 2001 et David Kennedy en 2004 citent les deux localisations possibles, sans trancher,.

### Inscriptions sur la restauration du fort
Plusieurs inscriptions fragmentaires enregistrent des travaux de restauration durant le règne de Constantin Ier, opérés sur le fort « tombant en ruines » (ruina conlapsam) « faute d'entretien » (incuria et neglecta). L'inscription ci-dessous date des années 326-333 d'après la mention des Césars Constantin le Jeune et Constance.
« [Salvo d(omino) n(ostro)] Constantino maxi/[mo victo]re ac triumfatore se/[mp(er) Aug(usto) e]t Constantino et / [Consta]ntio nn(o)bb(ilissimis) Caess(aribus) / [longa in]curia vetustate / [statione]m ruina conlapsam / [refeci i]ussit Fl(avius) Severinus / 
Traduction
« Pour le salut de notre maître Constantin, grand vainqueur et triomphateur, toujours Auguste, et à Constantin et Constance, très nobles Césars, Flavius Sévérinus, perfectissime duc d’Orient, a ordonné que la station tombée en ruines depuis longtemps sous l’effet d’une longue incurie et de la vétusté soit reconstruite… »
Le fragment ci-dessous fait l'angle supérieur gauche d'un cartouche rectangulaire. Il est daté de Constantin, entre 323 et 333. Publié en 1985, il a été perdu depuis :
« Salvo d(omino) n(ostro) Con[stantino maximo victore] / ac triumfator[e semper Aug(usto) et Constantino] / et Constantio [nobb(ilissimis) Caess(aribus) 3] / [3] tempore [. »
Deux autres fragments, découverts lors de la mission Inscriptions en Jordanie (2014-2015), viennent compléter l'inscription précédente de la façon suivante :
«  Salvo d(omino) n(ostro) Con[stantino maximo victore] / ac triumfator[e semp(er) Aug(usto) et Constantino] / et Constantio [nobb(ilissimis) Caess(aribus) multo] / [an]te tempore [longa incur]ia vetus/[tate stationem] ruina conlapsam et / [suum praesid]ium (a)edificare iussit / [Fl(avius) Severin]us v(ir) p(erfectissimus) dux Orienti[s cur]ante V[in]/[centio pr]otec(tore) Divinum laterum / [anno Dalm]ati et Zenofili vv(irorum) c(larissimorum) c(onsulum).

Traduction :
« Pour le salut de notre maître Constantin, grand vainqueur et triomphateur, toujours Auguste, et de Constantin et Constance, très nobles Césars, Flavius Sévérinus, perfectissime duc d’Orient, a ordonné que la station tombée en ruines beaucoup de temps auparavant sous l’effet d’une longue incurie et de la vétusté et son fort soient édifiés par les soins de Vincentius, protecteur des divins compagnons, l’année où Dalmatius et Zénofilus étaient clarissimes consuls. »
Les travaux sont donc datés de 333 par l'indication des consuls Dalmatius et Zenophilus. Vincentius est connu par une autre inscription qui enregistre en 334 la construction d'un réservoir d'eau dans la station de Basie, voisine d'Azraq.
Le fragment ci-après est la partie droite d'une grande inscription entourée d'un cartouche en queue-d'aronde. La datation est la même, l'année 333. Le déchiffrement du début de la quatrième ligne est difficile, la lecture initiale AHIA HAM est reformulée par l'épigraphiste allemand Werner Eck en AMATHAM, qui confirme le nom antique de la station d'Azraq.
« [Perpetuae victoriae ddd(ominorum)] nnn(ostrorum) Constantini / [maximi victoris ac trium]fatoris semp(er) Aug(usti) et / [Constantini et Const]anti nobb(ilissimorum) Caess(arum) / [veterem stationem] Amatham olim ne[g]lectam / [et ruina conlapsam] restaurari iussit Fl(avius) Seve/[rinus v(ir) p(erfectissimus) dux Orienti]s curante Vincentio / [protec(tore) anno Dalma]ti et Zenofili vv(irorum) cc(larissimorum) co(n)s(ulum)

Traduction : « Pour la victoire perpétuelle de nos maîtres Constantin, grand vainqueur et triomphateur, toujours Auguste, Constantin et Constance, très nobles Césars, Flavius Sévérinus, perfectissime duc d’Orient, a ordonné que l’ancienne station d’Amatha, autrefois négligée et tombée en ruines, soit restaurée par les soins de Vincentius, protecteur, l’année où Dalmatius et de Zenofilus étaient clarissimes consuls.  »

## Aménagements et explorations modernes

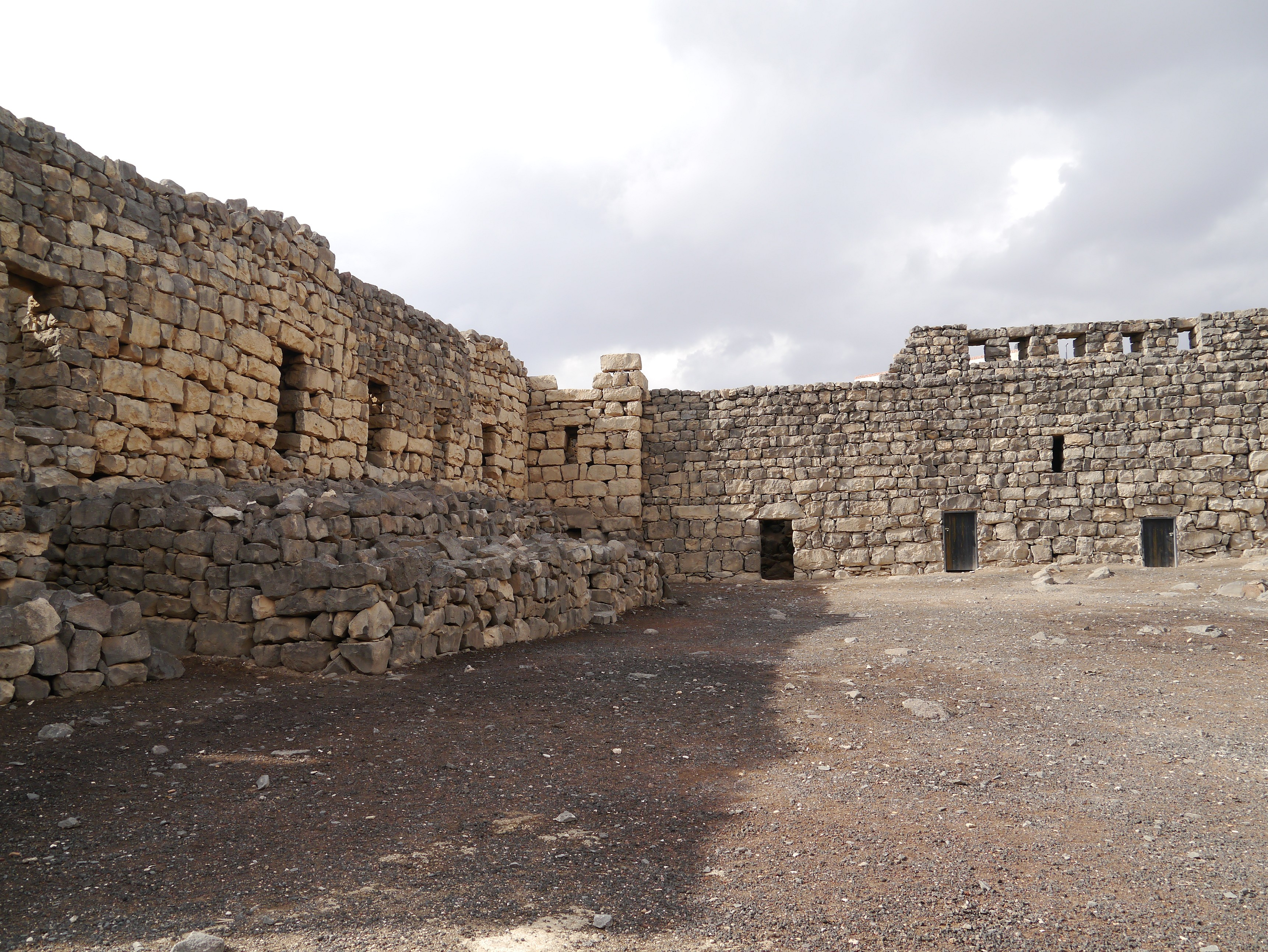
Cour intérieure, dégagée grâce aux empilements de pierre (à gauche). Au fond, mur restauré en 2008, dont les ouvertures et la meurtrière pourraient dater de la fin de la période ottomane ou de l'occupation druze.

Au XXIe siècle, les équipes archéologiques jordaniennes du Desert Castle Office effectuent des travaux de restauration sur des parties qui menacent ruine, accompagnés d'explorations archéologiques ponctuelles. Une installation de bain est découverte à l’ouest de la cour du château en 2003.
En 2006, un inventaire documentaire de l’architecture du château est dressé, pour identifier, numéroter, décrire et photographier chaque partie de gros œuvre (tours, pièces, murs) et chaque élément d’architecture (portes, fenêtres et meurtrières, arches). En 2008, la fouille est menée sur une pièce à l’angle sud-est du château, reconstruite lors de l’installation druze des années 1920. La stratigraphie est réalisée jusqu’au niveau rocheux d’origine, elle permet la récupération de poteries romaines tardives, byzantines, omeyyades, ayyoubides et ottomanes. Par contre, les traces d’occupation nabatéenne ne sont pas significatives et les artefacts de la période omeyyade sont rares. La même année, une section de mur de 22 mètres dans l'angle sud-ouest, qui risquait de s'effondrer, est restaurée par démontage et remontage depuis ses fondations. La tranchée d'exploration des fondations met au jour des poteries romaines tardives et byzantines et des pierres taillées paléolithiques.

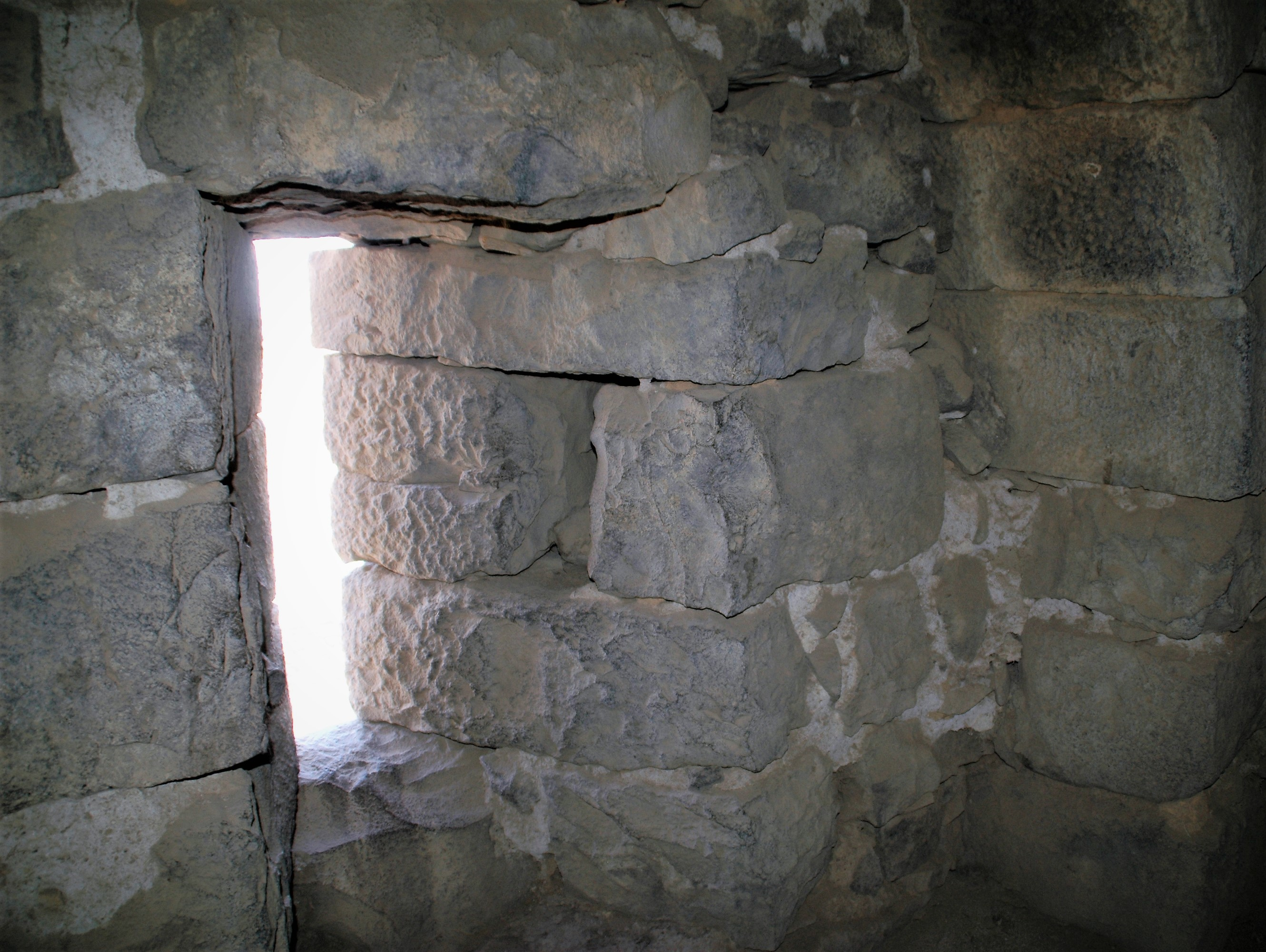
Intérieur d'une salle, mur en bloc de basalte avec des traces de mortier.

Qasr Azraq a connu plusieurs phases de construction et de restauration au fil des siècles. Une étude pluridisciplinaire des mortiers présents sur la construction est réalisée en 2017, qui a pour objet d'améliorer la connaissance de la chronologie des bâtiments. Soixante-quatre échantillons ont été prélevés en divers points du fort et de la mosquée au centre de la cour, afin d'avoir une couverture représentative. Ils ont subi des examens macroscopiques complétés d'examens pétrographiques, d'analyses minéralogiques, structurelles et chimiques.
Certaines typologies établies par les résultats ont été rapprochées de types connus et identifiés sur d'autres sites. Le mortier de chaux mélangé à des granulats d'origine volcanique ronds et bien calibrés correspond à la reconstruction ayyoubide de 1237, c'est le seul mortier que l'on date avec certitude. Les autres types ne peuvent être datés précisément. Le mortier de chaux hydraulique avec un granulat de pouzzolane relève de la technique romaine, mais il s'observe aussi au début de la période omeyyade dans la mosquée de Qasr al Hallabat et des bâtiments de la citadelle d'Amman. Le mortier de gypse et de chaux est une tradition sassanide. Les Sassanides n'ont occupé la région que brièvement vers 610-629, durant la guerre entre Perses et Byzantins, mais leur technique a pu être importée plus tôt dans le monde romain car on constate son emploi à Gerasa. Enfin, le mortier de la mosquée est différent de tous les autres, ce qui signifie que sa construction n'est pas corrélée à la restauration ayyoubide.

## Tourisme et patrimoine

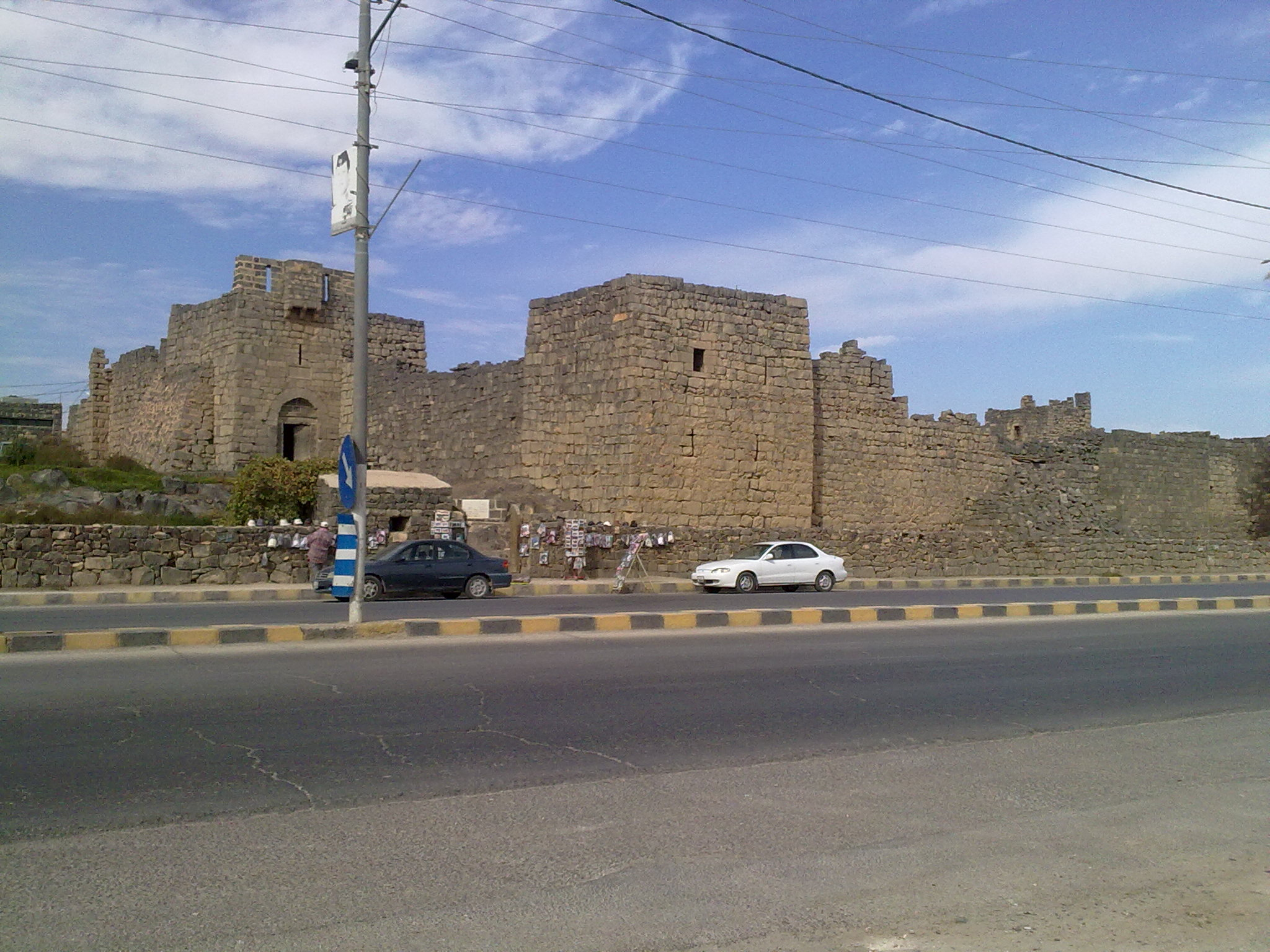
Route le long du site et boutique d'entrée.

Frédéric Imbert constate en 2018 que la Jordanie bénéficie d'une relative stabilité depuis le milieu des années 1970. Le château d'al Azarq est donc accessible aux visites touristiques.
Azraq est inscrit le 11 mai 2007 par la Jordanie sur sa liste indicative nationale, comme site mixte, combinant l'aspect culturel avec le fort romain puis omeyyade, et l'aspect naturel avec la réserve aquatique de l'oasis. Cette inscription est la première étape pour figurer sur la liste du patrimoine mondial de l’UNESCO (cf. Liste du patrimoine mondial en Jordanie).